# ボルダー (コロラド州)

ボルダーの街並み

ボルダー（もしくは、ボールダー、ボウルダー、Boulder）は、アメリカ合衆国コロラド州の都市。ボルダー郡の郡庁所在地である。人口は10万8250人（2020年）。州都デンバーの北西50キロメートルに位置している。標高1,655メートルにあり、陸上選手などが高地トレーニングを行うことで知られている。
コロラド州内で最大規模の大学であるコロラド大学ボルダー校があるため学生人口が多い。また市外から同大学にMBA課程を目的に訪れる人も多い。
ボルダー市は、近年まで、オープン・スペース（※下記補足）での人口成長率に制限を設ける都市計画が行われていることで知られた。しかし、交通渋滞を発生させるため、大学や商業施設の成長に合わせて、居住の制限を緩和している。
科学とテクノロジー、エンジニアリング、数学における教育およびビジネス形成、雇用についてまとめたブルームバーグ頭脳集中指数によれば、全米１位となった。

## 地理

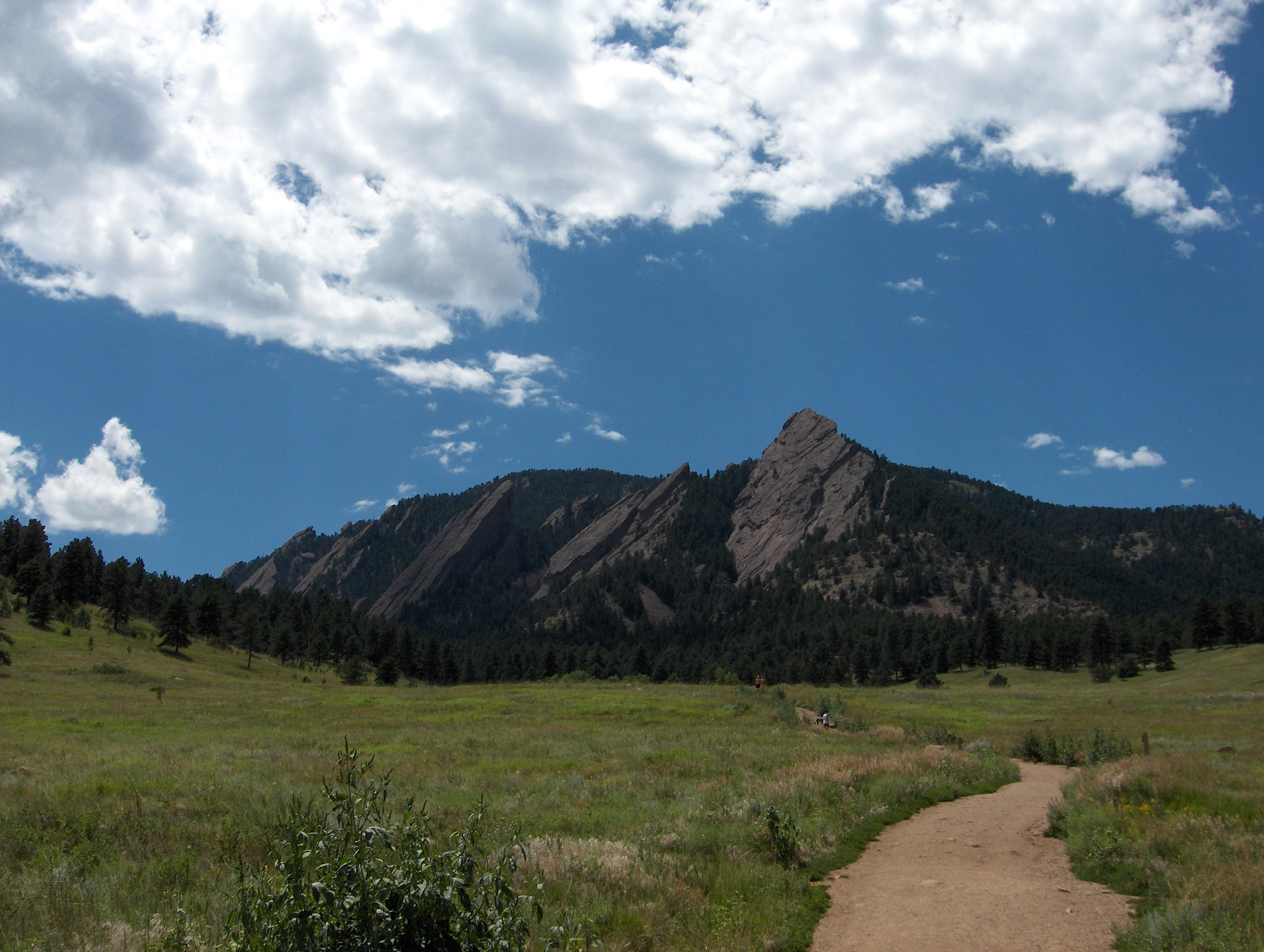
フラットアイアン山

ロッキー山脈とグレートプレーンズの間のボルダーバレーに位置し、町を見下ろすフラットアイアン山（en:Flatirons）が有名。
アメリカ合衆国統計局によると、この都市は総面積65.7 km2 (25.4 mi2) である。このうち63.1 km2 (24.4 mi2) が陸地で2.6 km2 (1.0 mi2) が水地域である。総面積の3.94%が水地域となっている。

## 気候
ケッペンの気候区分ではステップ気候（BSk）に属する。
| ボルダー(平均値1981–2010年)の気候 | ボルダー(平均値1981–2010年)の気候 | ボルダー(平均値1981–2010年)の気候 | ボルダー(平均値1981–2010年)の気候 | ボルダー(平均値1981–2010年)の気候 | ボルダー(平均値1981–2010年)の気候 | ボルダー(平均値1981–2010年)の気候 | ボルダー(平均値1981–2010年)の気候 | ボルダー(平均値1981–2010年)の気候 | ボルダー(平均値1981–2010年)の気候 | ボルダー(平均値1981–2010年)の気候 | ボルダー(平均値1981–2010年)の気候 | ボルダー(平均値1981–2010年)の気候 | ボルダー(平均値1981–2010年)の気候 |
| 月                                | 1月                               | 2月                               | 3月                               | 4月                               | 5月                               | 6月                               | 7月                               | 8月                               | 9月                               | 10月                              | 11月                              | 12月                              | 年                                |
| --------------------------------- | --------------------------------- | --------------------------------- | --------------------------------- | --------------------------------- | --------------------------------- | --------------------------------- | --------------------------------- | --------------------------------- | --------------------------------- | --------------------------------- | --------------------------------- | --------------------------------- | --------------------------------- |
| 最高気温記録 °C （°F）            | 23 (74)                           | 26 (79)                           | 32 (90)                           | 31 (88)                           | 35 (95)                           | 40 (104)                          | 40 (104)                          | 39 (102)                          | 38 (100)                          | 33 (92)                           | 26 (79)                           | 24 (76)                           | 40 (104)                          |
| 平均最高気温 °C （°F）            | 8.3 (46.9)                        | 9.1 (48.3)                        | 13.3 (56.0)                       | 17.4 (63.3)                       | 22.3 (72.2)                       | 27.6 (81.6)                       | 30.9 (87.7)                       | 29.6 (85.3)                       | 25.4 (77.7)                       | 18.8 (65.8)                       | 12.1 (53.7)                       | 7.4 (45.3)                        | 18.5 (65.3)                       |
| 平均最低気温 °C （°F）            | −5.4 (22.2)                       | −4.9 (23.1)                       | −1.6 (29.2)                       | 2 (35.6)                          | 6.4 (43.5)                        | 10.7 (51.3)                       | 14.1 (57.3)                       | 13.4 (56.1)                       | 8.9 (48.0)                        | 3.2 (37.8)                        | −1.9 (28.5)                       | −5.9 (21.3)                       | 3.2 (37.8)                        |
| 最低気温記録 °C （°F）            | −36 (−33)                         | −33 (−28)                         | −25 (−13)                         | −19 (−3)                          | −8 (17)                           | −7 (20)                           | 4 (40)                            | 4 (40)                            | −9 (15)                           | −19 (−2)                          | −24 (−12)                         | −31 (−24)                         | −36 (−33)                         |
| 降水量 mm （inch）                | 18 (.71)                          | 21.3 (.84)                        | 53.8 (2.12)                       | 68.6 (2.70)                       | 71.4 (2.81)                       | 55.9 (2.20)                       | 45.5 (1.79)                       | 48.5 (1.91)                       | 41.4 (1.63)                       | 39.6 (1.56)                       | 34 (1.34)                         | 22.9 (.90)                        | 521 (20.51)                       |
| 降雪量 cm （inch）                | 29.5 (11.6)                       | 29.5 (11.6)                       | 43.7 (17.2)                       | 29 (11.4)                         | 1.8 (.7)                          | 0 (0)                             | 0 (0)                             | 0 (0)                             | 3.6 (1.4)                         | 14.2 (5.6)                        | 36.1 (14.2)                       | 35.3 (13.9)                       | 222.5 (87.6)                      |
| 平均降水日数 （≥0.01 in）         | 5.3                               | 6.4                               | 8.4                               | 10.0                              | 12.1                              | 10.4                              | 10.4                              | 10.8                              | 8.3                               | 7.2                               | 5.9                               | 5.7                               | 101.0                             |
| 平均降雪日数 （≥0.1 in）          | 5.2                               | 6.3                               | 6.4                               | 4.2                               | .6                                | 0                                 | 0                                 | 0                                 | .5                                | 1.8                               | 4.8                               | 5.4                               | 35.2                              |
| 出典：NOAA (極値 1893–)           |                                   |                                   |                                   |                                   |                                   |                                   |                                   |                                   |                                   |                                   |                                   |                                   |                                   |

## 人口動静

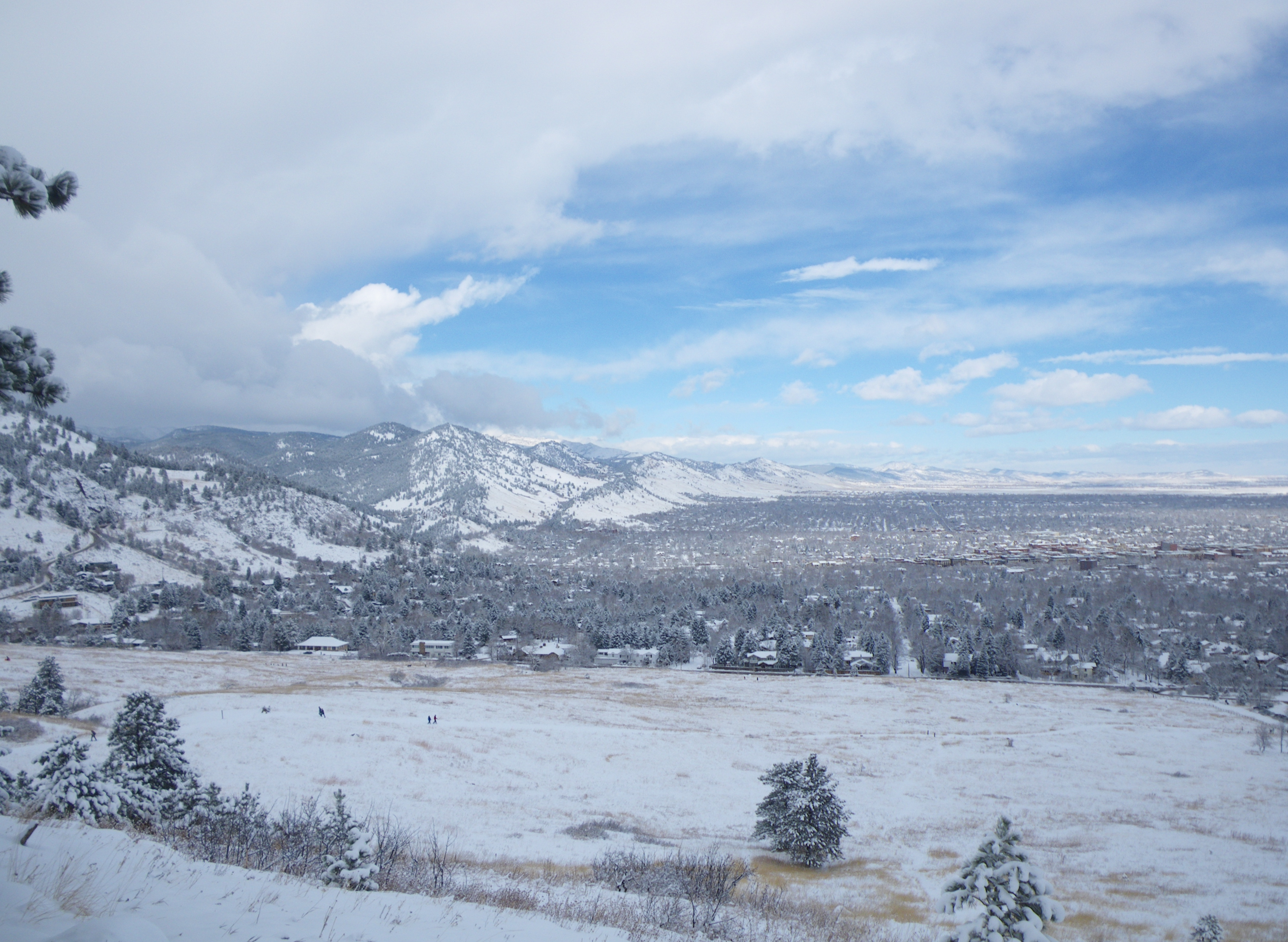
冬のボルダー

2018年の推計人口は、107,353人であり、2010年の国勢調査に比べて約10%人口が増加している。39,596世帯、及び16,788家族が暮らしている。人口密度は1,680.1/km2 (4,351.6/mi2) である。645.2/km2 (1,670.8/mi2) の平均的な密度に40,726軒の住宅が建っている。この都市の人種的な構成は白人88.33%、アフリカン・アメリカン1.22%、先住民0.48%、アジア4.02%、太平洋諸島系0.05%、その他の人種3.50%、及び混血2.40%である。人口の8.24%はヒスパニックまたはラテン系である。
この都市内の住民は14.8%が18歳未満の未成年、18歳以上24歳以下が25.9%、25歳以上44歳以下が33.0%、45歳以上64歳以下が18.4%、及び65歳以上が7.8%にわたっている。中央値年齢は29歳である。女性100人ごとに対して男性は106.8人である。18歳以上の女性100人ごとに対して男性は107.4人である。
この都市の世帯ごとの平均的な収入は44,748米ドルであり、家族ごとの平均的な収入は70,257米ドルである。男性は41,829米ドルに対して女性は32,100米ドルの平均的な収入がある。この都市の一人当たりの収入 (per capita income) は27,262米ドルである。人口の17.4%及び家族の6.4%は貧困線以下である。全人口のうち18歳未満の10.4%及び65歳以上の6.5%は貧困線以下の生活を送っている。
住民のバックグラウンドはコロラド大学の関係者の他に、IBMなどの企業に勤めるビジネスマン、リタイアして老後をエンジョイする高齢者層など様々である。

## 歴史
- 1858年 - 金鉱を探す集団が入植し、試掘を開始した。翌年に金が発見され、人口が急増した。
- 1861年 - コロラド準州が成立し、議会はボルダーに大学を設置する決定をした。1876年に大学は開校した。
- 1967年 - ボルダーの住民は、市の緑地（緩衝地帯）を維持するために、アメリカで最も高い課税をされた。
- 1996年12月26日 - 美少女コンテストで多くの優勝経験があった当市在住の6歳の少女ジョンベネ・パトリシア・ラムジーが殺害される事件が発生。未解決事件となっている。
- 2025年6月1日 - 市内で行われていたユダヤ系住民の集会が火炎瓶を持った男の襲撃を受ける。複数人がやけどなどのけがを負った。市警察は、男1人を拘束した[5]。

## 交通

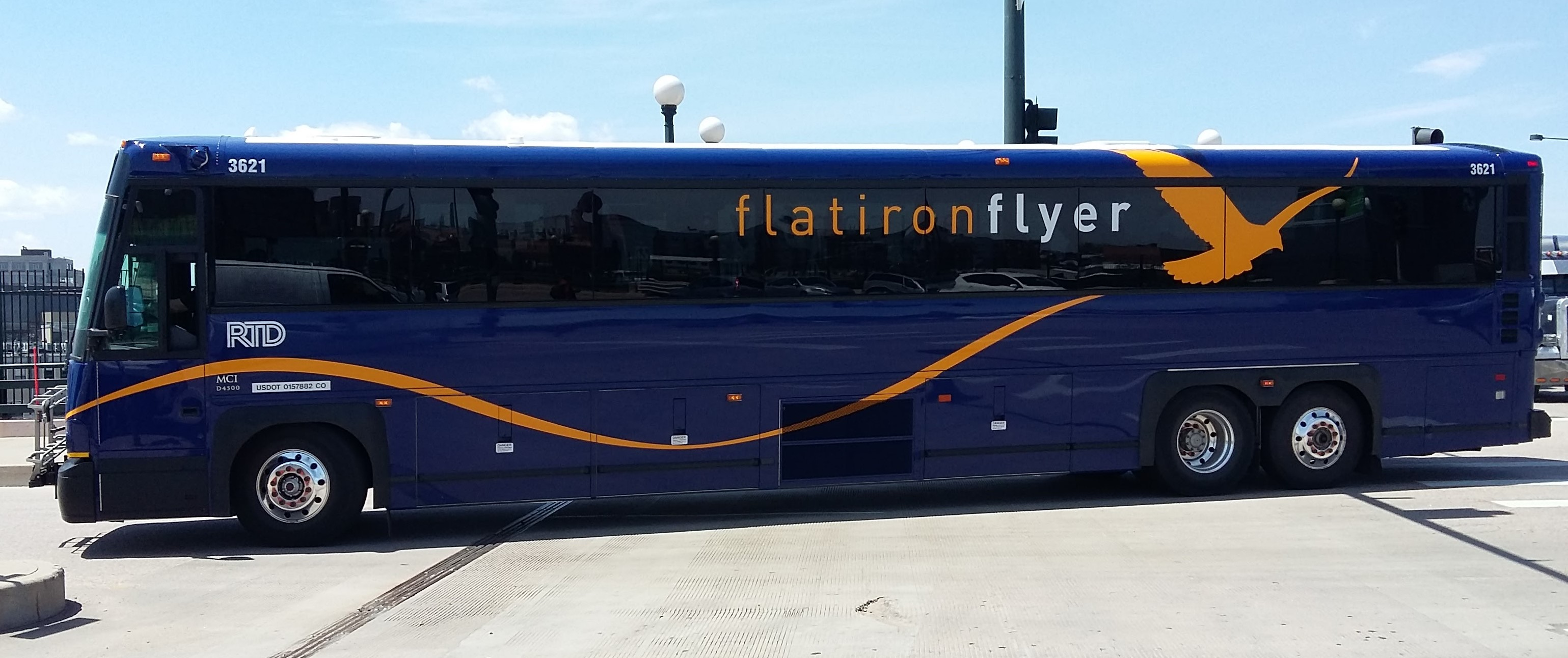
高速バス

デンバー地域交通局がデンバー行きの高速バス（en:Flatiron Flyer）を運行している。
市内の鉄道は貨物線であり旅客輸送は行われていない。デンバー地域交通局のB線（en:B Line (RTD)）を延伸する構想があるが、建設の見通しは立っていない。

## オープンスペース
都市計画では、都市化（鋪装や建物の建築）から保護されている土地とされる。ボルダー市の場合、市の周辺を取り囲むように配置された緑地。市が、開発をしない土地を持つことで市街地の拡散を防いでいる。

## 大学

ボルダーを歩くコロラド大学生

- コロラド大学ボルダー校

## 治安
- 2022年12月20日、市の図書館のトイレや座席がアンフェタミン（覚醒剤の一種または成分）で汚染されていることが判明し、一時閉鎖された[6]。

## 劇中に登場するボルダー市
- 小説『ザ・スタンド(The Stand)』（スティーブン・キング、1978年）
- ホームコメディ『モーク・アンド・マインディ(Mork and Mindy)』（1978年-1982年）

## 出身者
- スコット・カーペンター - 宇宙飛行士
- エドワード・ローリー・テータム - 遺伝学者（1958年ノーベル生理学・医学賞受賞）
- アーレイ・バーク - 海軍大将
- クリスティン・デイヴィス - 女優
- ジョン・キャロル・リンチ - 俳優
- JJ・フィールド - 俳優
- ジョン・オーガスト - 脚本家
- ジェロ・ビアフラ - デッド・ケネディーズボーカル
- 3OH!3 - エレクトロポップデュオ
- シャレーン・フラナガン - 陸上長距離選手
- デイヴィス・フィニー - 自転車競技選手
- テイラー・フィニー - 自転車競技選手
- ジョナサン・ヴォーターズ - 自転車競技選手
- ジョンベネ・パトリシア・ラムジー - ジョンベネ殺害事件被害者

## 姉妹都市
- ドゥシャンベ（タジキスタン）
- ハラパ（ニカラグア）
- ラサ（中国）
- シウダード・マンテ（メキシコ）
- 山形市（日本）
- ヤテラス（キューバ）